# Brommelen (Beekdaelen)
Brommelen, in het Limburgs: Brómmele (braamstruiken), is een buurtschap van Wijnandsrade in de gemeente Beekdaelen, in de Nederlandse provincie Limburg. De buurtschap ligt aan de Geleenbeek in het Geleenbeekdal aan dezelfde weg als het gehucht Swier. Het bestaat uit ongeveer 15 huizen.
Aan de weg naar Weustenrade kijkt een grote carréboerderij, d'r Brommerlof (1884 en 1965), uit over de velden. Aan de Siep, een zijbeek van de Geleenbeek, staat De Brommelermolen, een voormalige watermolen die in de 15e eeuw al genoemd wordt en gedeeltelijk uit vakwerk is opgetrokken.
De monumentale hoeve Terlinden was oorspronkelijk een kasteel.
Brommelen staat ook wel bekend als het Molenveld, een gehucht dat eigenlijk westelijker richting Swier ligt. De naam slaat vanzelfsprekend op de voorgenoemde watermolen.
Voor de Franse tijd (1795) was Wijnandsrade een Vrije Heerlijkheid. De Schepenbank van Wijnandsrade had ook het halsrecht en kon dus iemand ter dood veroordelen. De galg van Wijnandsrade stond in Brommelen.